# Blakely (Georgia)
Blakely – miasto w Stanach Zjednoczonych, w stanie Georgia, siedziba administracyjna hrabstwa Early.